# Пернянгаши (Пайгусовское сельское поселение)
Пернянгаши (горномар. Пӹнгель Парнингӓш) — деревня в Горномарийском районе Марий Эл Российской Федерации. Входит в состав Пайгусовского сельского поселения.
Численность населения — 245 чел. (2014 год).

## Название
Марийское название состоит из названия речки Пингель и личного имени Парнин одного из первопоселенцев.

## География
Деревня располагается в 2 км на юго-запад от административного центра сельского поселения — села Пайгусово, в 2 км на северо-восток от деревни Макаркино, между рекой Сумкой и её правым притоком — рекой Пингель.

## История
Старинное марийское селение, существовавшее ещё в XVI веке.
В 1919 году в деревне проживало 392 человека. В 1931 году жителями деревни был организован колхоз «Красный Октябрь».

## Население
| 2002 | 2010 | 2014 |
| ---- | ---- | ---- |
| 249  | ↘214 | ↗245 |

## Известные уроженцы
Зорина Зоя Георгиевна (1946—2020) — советский и российский деятель науки, учёный-финноугровед, лингвист, специалист в области фонетики, доктор филологических наук (1997), профессор (1998), преподаватель высшей школы.

## Транспорт
Деревня доступна автотранспортом.
Через деревню проходил Козмодемьянско-Ядринский почтовый тракт в направлении волостного селения Малое Карачкино (соединявшийся с Московским почтовым трактом) с развилкой на Хмелевскую ярмарку у Васильсурска.